# Asnæs Station
Asnæs Station er en dansk jernbanestation i Asnæs.